# Francis Pernoux
Francis Pernoux, né le 20 avril 1850 à Arzier et mort le 15 juin 1905 à Vevey, est une personnalité politique suisse, membre de la Gauche Libérale (futur parti radical-démocratique). Il est député du canton de Vaud au Conseil national de 1888 à 1893.

## Biographie
Francis Pernoux naît le 20 avril 1850 à Arzier, dans le canton de Vaud. Protestant, originaire d'Arzier et du Muids , il est le fils de Jules César Pernoux et de Marguerite Bénigne Dorier. Il épouse Jeanne Elisabeth Granger.
Francis Pernoux est employé de la recette à Nyon, puis à Vevey, de 1871 à 1880. Il est également négociant en vins et exerce successivement, entre 1883 et 1893, les fonctions de juge au tribunal de district, préfet et substitut du préfet, puis receveur à Vevey de 1893 à 1905. Il est en outre membre du comité de la Confrérie des vignerons, de la Société vaudoise de secours mutuels, dès 1893, et de l'Association pour la restauration du château de Chillon dès 1898.

### Carrière politique
Il est député des Radicaux/Gauche Libérale (aile gauche du parti libéral) au Grand Conseil vaudois de 1889 à 1893 et conseiller national de 1888 à 1893,.

## Liens
- Ressource relative à la vie publique :   - Parlement suisse
- Notices dans des dictionnaires ou encyclopédies généralistes :   - Base de données des élites suisses
  - Dictionnaire historique de la Suisse
- Notices d'autorité :   - VIAF
  - GND